# Benedi Records
Benedi Records est un label discographique guinéen de musique urbaine, basé à Conakry. Il est spécialisé dans l’événementiel, la production, le management d'artistes et la stratégie de communication.

## Histoire
Benedi Records est fondé en 1998 à Guéckédou, en Guinée. En avril 2013, les artistes du label participent au festival guinéen Manifest'.
Le 26 février 2020, la structure officialise son premier studio musical, baptisé Mongole Studio. En 2021, le label est désigné « meilleure entreprise dans le secteur événementiel et du spectacle en Guinée » aux Guinea Best Company Awards. En juillet 2023, le label, en coopération avec le ministre guinéen de la transition, organise une journée de sensibilisation contre l'insalubrité routière, et concerne l'assainissement du rond-point d'Hamdanlaye à Ratoma

## Artistes

### Articles actuels
- Apollo J
- Bandjan Djiwaratima
- Keyla K
- Baba Samba[5].
- Balla Moussa
- King Abdoulaye

### Anciens artistes
- Tam's Kartel[6].
- Singleton (jusqu'en 2015)[7]
- Steeve One (jusqu'en 2016)[8]
- Abraham Singer (2013-2016)